# Doboka vára
Doboka vára (románul: Cetatea Dăbâca) a középkori Doboka vármegye központja volt, jelenleg Doboka községben található Romániában, Kolozs megyében. A várral kapcsolatban számtalan mítosz él a román köztudatban. A román történelmi narratíva szerint, ez volt a Gesta Hungaroumban szereplő, Gyalu vezér katonai központja, habár ezt az elméletet a modern régészet megcáfolta. A honfoglalást megelőzően, a vár területén falusias jellegű pogány szláv lakosság élt, akik később beolvadtak magyarságba. A vár megépítése, és a lakosság keresztény hitre térítése, már a 11. századi helyi magyar politikai vezetéshez köthető.

## Fekvése
Bonchidától nyugatra, Doboka településtől keletre, a Lóna-patak völgyében található a Várhegy legmagasabb pontján. Kolozsvár irányából az E576-os úton Dés felé közelíthető meg. A falutól délnyugatra fekvő Nagyhegy (529 méter tengerszint felett) egyik oldalháta igen erősen leszűkítette a Lóna-patak völgyét, amelyet így természetes módon ural. A két domb közé szorított keskeny völgy, körülbelül a falu közepén, élesen elkanyarodik. Az e kanyar által bezárt területen feküdt az egykori várkomplexum. A két domb északnyugat irányban fokozatosan lankásodik.

## A vár leírása
A földvár a Doboka falu határában emelkedő Várhegy tetején épült. A vár alakja lekerekített csúcsú, hegyesszögű háromszöghöz hasonló, amely É-ÉK felé mutat, az északi végében egy sánccal körülvett belső várral. A sánc tetejére a 14-15. században 3-5 méter vastag kőfalat emeltek. A hatvanas években a vár sáncának kőfalát két méter magasságban helyreállították. Két oldala 25–45°-os lejtőt képez, kitűnően védhető. E helyen épült fel a várkomplexum, illetve e körül alakult ki számos település, és keresztény templom is.

## Nevének eredete
Tagányi Károly, Réthy László és Kádár József, 1900-ban megjelent Szolnok-Doboka megyéről szóló monográfiájukban a Doboka helynevet az ószláv dluboku, duboka szóra vezetik vissza, melynek jelentése "magas hegyek közt, mély völgy". A Trianon utáni magyar történetírásban azonban széles körben elfogadottá vált, hogy a vár és a megye nevét egyetlen írásos forrás – a Gesta Hungarorum – alapján, a gyulát legyőző Doboka vezér nevére vezetik vissza. A két világháború között Hóman Bálint és Szekfű Gyula által írt szintézisben hasonló módon értelmezték. Ezt vette át Crettier Károly is az erődről írt történeti-régészeti munkájában, aki a Doboka nevet a régi magyar Dob tulajdonnévből eredezteti, amelyhez az -ika kicsinyítő képzőt kapcsolták. Négy évtizeddel Crettier tanulmánya után, Györffy György a Doboka helynevet I. István egy intézőjének a nevével magyarázta, akit szerinte Dobukának hívtak. Kristó Gyula szerint I. István király seregét Dobuka vezette az erdélyi gyula ellen, és a király ezt a területet jutalmul neki ajándékozta. Nevének változatai: 1205–1235 között Dubukai, 1265-ben Dobka (Castri), 1279-ben Dobokawarfolva, 1306-ban Dubucha, 1513-ban Oppidum Doboka, 1545-ben Doboka (possessio-falu).

## A vár története
Castrum Dubuka államalapítás kori földvár volt, az egykori Doboka vármegye székhelye. Kezdetben királyi vár és az azonos nevű várispánság volt, majd egyike annak a hét várnak, amelyet a király az 1009-ben alapított erdélyi püspökségnek adományozott. A monumentális méretű várkomplexum az erdélyi Árpád-kori védelmi rendszer katonai központja lehetett. A várhoz a következő falvak tartoztak: Cege, Bádok, Kide, Csomafája. 1068-ban urbs Dobuka néven említik, és innen indult Salamon király Géza és László hercegekkel a besenyők ellen a cserhalmi csatába. A 11. század első harmadában épített kis fa-földvárat a század közepén/után átépítették és kibővítették kazettás szerkezetű föld-favárrá, amelyet a 11. század végén, 12. század elején, ismét átépítettek. A 11. század végén, valószínűleg I. László ideje alatt jelentős betelepítések történhettek, hiszen körülbelül a század végén nyitották meg a IV. vártérségi temetőt is, illetve az Alexandru Tămaş kertjében levő templom körüli temetőt is. A Váradi regestrum megemlíti, hogy Voiouoda dobokai ispán 1214-ben seregszemlét tartott a várban. A várispánság utoljára IV. László magyar király 1279-es oklevelében szerepel, miszerint a várhoz tartozó bizonyos földeket a király, Mikud bánnak adományozta. A várközpont, mint politikai, katonai és adminisztrációs centrum hanyatlásának kezdete a 13. századhoz köthető. Mátyás király 1467-ben elkobozta a várat akkori tulajdonosától, Dobokai Miklóstól, mert az részt vett a Szentgyörgyi János és Szapolyai grófok vezette összeesküvésben. Utolsó várnagyát, Bádoki Mátyást Izabella királyné idejében említik. A hagyomány szerint Izabella királyné gyakran időzött a várban, és pénzverdét is állíttatott fel itt, de ennek tárgyi bizonyítékai nincsenek. Valószínűleg a 16–17. századig lakták; a hagyomány szerint Giorgio Basta korában pusztult el. Az 1800-as évek elején volt egy olyan elképzelés, hogy a vármegye a vár romjain építtesse fel tanácsházát, de ez nem valósult meg.

## Kutatástörténet

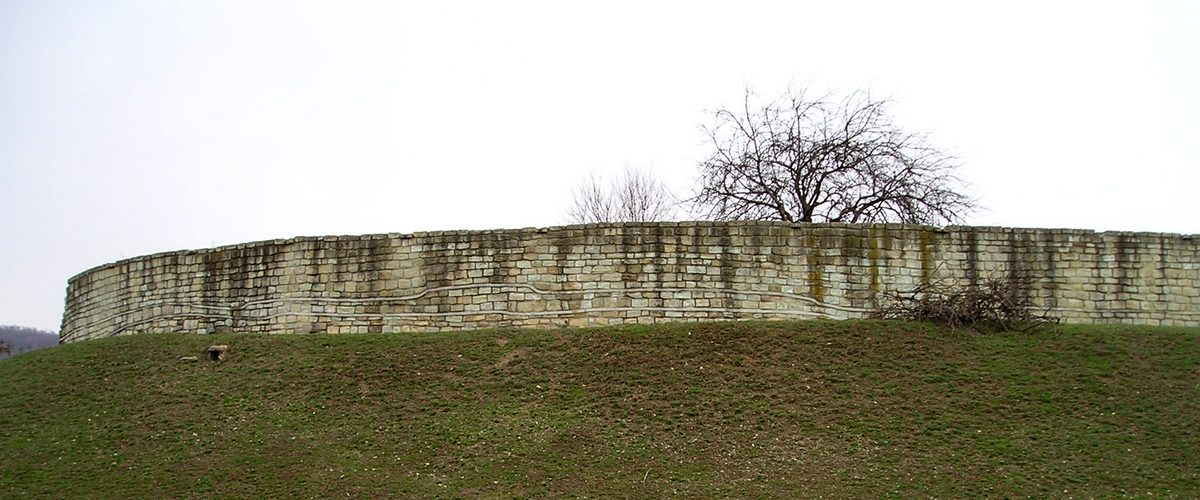
A helyreállított várfal

A vár tudományos igényű feltárása 1964-ben kezdődött, román régészek által. A második világháború előtti korszak román régészete a kora középkori régészettel szemben általában teljes érdektelenséget tanúsított. Az 1945 után hatalomra jutó Román Kommunista Párt, a hivatalos, szovjet doktrínát érvényesítette a történelem oktatásban. 1956 után azonban (egyértelműen a magyar forradalommal is kapcsolatba hozható módon) a román történetírás a két világháború közötti korszak nacionalista téziseihez tért vissza. E korszaktól kezdődően azonban, komplementárisan, már a régészet eredményeit is próbálták kihasználni a dák-római folytonosság igazolására. A Dobokán elkezdett ásatás a neo-nacionalista román tudománypolitika egyértelmű jele. A jelentős anyagi erőkkel támogatott tervásatás e tudománypolitikai tervnek szerves része volt. Mintegy négy év a várkomplexum egészét kis mértékben érintő kutatás után (1964–1967) a Ștefan Pascu által vezetett csoport Dobokát, Gyalu vezér központjaként értelmezte, működésének első periódusát pedig a 9. századra helyezte. A Pascu által vezetett csapatot, a kolozsvári múzeumban található különféle dokumentációk alapján, legalább 10 régész alkotta (St. Pascu, M. Rusu, P. Iambor, N. Edroiu, Gyulai P., V. Wollmann, St. Matei, Gh. Lazarovici, I. Hica). A "Doboka-projekt" a ’60-as években, a nacionál-kommunista keretekben felélesztett új-román nacionalizmus tudománypolitikai tervkategóriáiba tartozott, de az erdélyi román tudományosság presztízsharca is volt (amelynek akkoriban Constantin C. Daicoviciu és Ştefan Pascu voltak legismertebb személyiségei) a bukaresti tudományossággal, ezen belül is elsősorban Ion Nestorral szemben, valamint a történész Ştefan Pascu karrierista törekvései miatt lett „Gyalu vezér” központja, ugyanis a nacionál-kommunizmus ranglétráján már akkor jelentős helyet elfoglaló kolozsvári történésznek kapóra jöhetett, hogy tudománypolitikai presztízsét ilyen módon is növelhette (1974-ben például a Román Akadémia tagjává is választották). Az 1968-ban megjelent többszerzős cikk máig tartó hatását mi sem illusztrálja jobban annál a ténynél, hogy néhány szakember munkáját leszámítva (amelyek a várkomplexum későbbi keltezésével számoltak) a román történettudományban, régészetben, sőt köztudatban gyökeret eresztett „a 9. századi Doboka”, és sokkal sajnálatosabb, hogy mint a vegyes érvelés romániai jelképe, „Gyalu vezér vára” él a tudományos köztudatban, nem is beszélve a vulgáris szintű tankönyvekről. Leszögezhetjük tehát, hogy a múlt század ’60-as éveiben kezdődött dobokai ásatások prekoncepcióval indultak. Ezt bizonyítja az is, hogy az ásatásvezető régészek három ásatási idény után Dobokát a legendás Gyalu, a vlachok és szlávok vezérének katonai-politikai központjaként értékelték. A leletanyagot mellőzve, egyetlen írott forrásra támaszkodtak (Anonymus regényes Gestájának 24–27. fejezete), habár Anonymus írásában sehol sem tűnik fel a Doboka név. Doboka ezen értelmezésével szemben Györffy György tanulmányában, Bóna István egy kitűnő jegyzetben gyakorlatilag megsemmisítette Pascu és csapata dobokai kronológiai rendszerét, ennek azonban sajnálatosan vajmi kevés nyoma maradt a régészeti szakirodalomban, és majdnem ismeretlen a román régészetben.
A ’90-es években a 20. század egyik legnagyobb magyar régésze, Bóna István részletesen foglalkozott a kora Árpád-kori várakkal, illetve az erdélyi határvárakkal. Szintézisében minden erdélyi vár szerepelt, Doboka azonban, csak egy félmondat erejéig jelent meg. 2001-ben közzé tett utolsó cikkében azonban eléggé egyértelműen foglal állást a dobokai vár későbbi keltezése mellett. Florin Curta „Erdély 1000 körül” című tudománytörténeti elemzésében részlegesen tárgyalja Doboka kérdéskörét, azonban nem eléggé egyértelmű az álláspontja. Többször végigolvasva, úgy tűnik, mintha védeni kívánta volna a Pascu-féle kutatócsoportot, Bóna Istvánt pedig, Doboka kapcsán, a román régészet elleni támadással vádolta. Curta kritikája érthetetlen, hiszen olyasvalamit tulajdonít Bónának, amelyet ő sehol, egyetlen művében sem írt le (nem idézte a kifogásolt mondatok pontos helyét sem!). Éppen Bóna István volt az, aki az Erdély történetében megírta, hogy Dobokán volt egy 8. századi szláv telep és ennek a temetője. Curta elsősorban azzal védte a dobokai-kutatócsoportot, hogy nem igazán nőttek fel a kutatás bonyolultságához (pedig ahogyan említettük legalább 10 régész vett részt az ásatáson), az interpretációjukban pedig nem kell feltétlenül a politikum hatását keresni! Curtával ellentétben Lucian Boia a nacionalizmus felé fordulást látja a ’60-as évek történetírásában, amely kiteljesedve súlyosbodott a ’70-80-as években. Hogy mi az oka Curta a román nacionalista-kommunista tudományosságot védelmező, meglehetősen furcsa megnyilatkozásának, nem tudjuk. A nacionalista-kommunista elméleteket viszont Radu Popa már 1991-ben megbírálta. Arra, hogy a Dobokáról szóló, 1968-as cikk és a ’60-as évek tudománypolitikája mennyire beágyazódott a jelenkori romániai tudományosságba, a legjobb példa a 2011-ben megjelent „A románok története” című munka újabb kiadása, amelyben változatlanul elkülönítik a kora középkori „őslakosokat” és „migránsokat”, vagyis semmilyen eszmei változást nem tapasztalhatunk a ’80-as évekhez képest. Egyáltalán nem meglepő tehát, ha a kötetsorozat III. részében Doboka továbbra is a 9. század végi/10. század eleji Gyalu vezér váraként szerepel. Sajnos a rendszerváltás után Dobokán nem folytak további kutatások. Az érdektelenségre számos magyarázat kínálkozik, azonban a legfontosabb egyértelműen az, hogy a jelenlegi romániai kora középkori régészetet nem programok és intézmények, hanem mindössze néhány személy képviseli. A rendszerváltás óta eltelt időszakban lényeges áttörés nem történt a kutatásban. Doboka templom körüli temetőinek feldolgozása kapcsán valamelyes előrelépést a IV. vártérség, illetve az Alexandru Tămaș kertjében feltárt templom körüli temetőrészek közlése jelentheti. A romániai régészetben a Dobokáról szóló művek tehát, néhány kivételt leszámítva, ma is ugyanazon az Anonymus regényes Gestájára épülő, nagyon ingatag, megkérdőjelezhető, 19. századi, nacionalista elméleti konstrukción alapulnak. Ez módszertani szempontból pedig a helytelen és követhetetlen vegyes érvelés egyik legjobb jelenkori példája. E rövid, a témára nézve sok szempontból jelentéktelen kutatástörténetből három nagyon rövid következtetést lehet levonni:
1. Doboka tökéletesen szemlélteti a 20. század különböző korszakai szakembereinek történeti felfogását, szemléletét, vízióját;
2. Doboka interpretációjában eddig a történeti-narratív és a nyelvészeti adatok kaptak főszerepet, a régészet csak auxiliáris, kiegészítő szerepet játszott–játszhatott, arra lévén ítélve, hogy a különböző jellegű történeti teóriáknak kiegészítő érvhalmazt nyújtson;
3. Doboka kutatása ’60-as években elsősorban tudománypolitikai, politikai és gyaníthatóan személyes, karrierista érdekek mentén kezdődött, ez is magyarázza, hogy később, mivel az eredmények nem voltak meggyőzőek (legalábbis az adott szempontoknak megfelelően), a kezdeti kutatási tempó csökkent, lassan el is halt. Az utolsó, 1986-ban történt ásatást már csak Petru Iambor irányította, az eredmény pedig mindössze 8 sír feltárása volt, amely jól jelzi a ’80-as években már tapasztalható, a lelőhely iránt megnyilvánuló érdektelenséget.

## Régészeti tudnivalók a várról

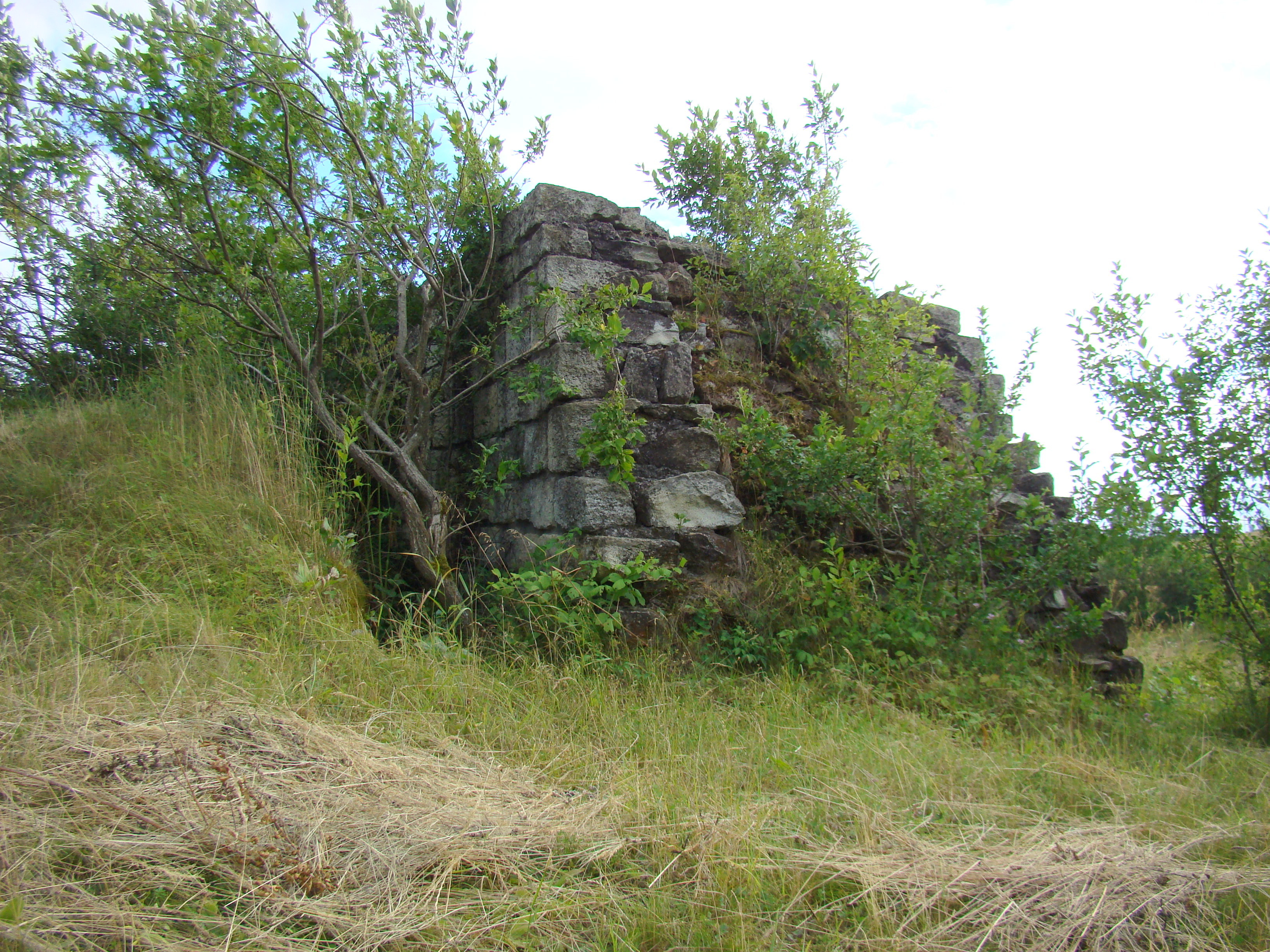

A földvár alatt csak utalásból ismert 8-9. századi szláv település, és a korabeli szlávokra jellemző hamvasztásos urnatemető részei kerültek elő. A helyi lakosok a 10. századtól kezdve kapcsolatba kerültek az ide letelepedő magyarsággal, majd asszimilálódtak is abba. A már itt talált lakosok szláv eredetét erősítik meg, a környéken nagy számban előforduló szláv helységnév is. Az ásatások nagy kiterjedésű, négy sáncgyűrűből álló földvárat tártak fel. Valószínűleg a 10. századtól a széki sóbánya közelében lévő vár nemzetségfői központ volt. A magyar leletek nem korábbiak a 10. század végénél. A jellegzetes rombuszpengéjű nyílhegyek, sima felületű, szögletes átmetszetű nyakperec, huzalból sodort nyak-, avagy karperec, csikózabla-töredék, csiholóvasak „köznépi” jellegű ékszerek és eszközök. A vár (alsó) I. rétegében talált kerámia is egyértelműen jellemző a magyarokra: bordás nyakú „szaltovói” palackfazék és cserépüstök. A három vagy négy korszakon át tovább épített-bővített ispáni vár első korszakát bizánci vagy kijevi orosz műhelyben készített díszes ezüstcsüngők zárják. A 10. század utolsó, a 11. század első évtizedeiből rendkívül sok, 26 kincsleletet találtak lengyel, orosz és bolgár érmekkel. A vár további életére 11–12. századi sarkantyúk, szakás nyílhegy, „majsi típusú” mellkereszttöredék, és főleg az Árpád-kori Magyarország fazekasságának fejlődését mutató kerámiák jellemzők. Az régészeti leletek a történeti forrásadatokat igazolták: Dobokavár a Szent István-i megyeszervezet kiépítésekor ispáni várként épült, fénykora a 11–12. század volt.  Az eddigi ásatások nagyon kis százalékarányát (mintegy 20%) fedték le a várkomplexumnak.

### A vár
Az 1964-ben, az I. vártérségben csüngők, nyak- és karperec, valamint gyűrű került elő, melyeket a 11. század első felénél régebbre nem keltezhetőek. A nyakpereccel együtt előkerült egy szakállas nyílcsúcs is, amely az esetek óriási többségében a 11. század második felétől, de inkább a 12. századtól adatolható. E tárgyakból egyetlen darabot sem datálnak a 11. század előtt, a szakállas nyílcsúcs pedig ezeknél is fiatalabb. Az I. vártérséggel egy időben párhuzamosan működött a III. vártérség földsánca is. Itt I. András és I. István által veretett pénzérmék kerültek elő. Ezek alapján úgy tűnik, hogy a vár legelső, eredeti változata a 11. század második harmadában–közepén pusztult el, vagy építették újra. A föld-favár elpusztítása/megerősítése után egy kazettaszerkezetes erődítményt emeltek az I. és a II. vártérségben, tehát az eredeti kisebb várat kibővítették. Ezekről a területekről egy sarkantyú, és Orseolo Péter egy érméje került elő. A vár szerkezete alapján úgy tűnik, hogy ezt az erődítményt I. András korában építették, és valószínűleg a 11. század végén rombolták le. A vár harmadik fázisa a 11. század végétől keltezhető. A kavicsos földsáncból Könyves Kálmán egyelőre meghatározatlan érméje került elő. Elpusztítása a 12. század végére adatolható. Az elpusztított vár helyére (IV. fázis) kőfalat emeltek, de ezt 1241-ben a tatárok lerombolták, viszont később ismét újraépítették.

### Településmaradványok
A vár területén több település maradványa is előkerült. A településrészletek elemzésével kapcsolatban a fő problémát az okozza, hogy az ásatásokat vezető román régészek a várral együtt próbálták azokat keltezni, nem tudták, vagy nem akarták szétválasztani őket. Emiatt úgy tűnhet, hogy maga a vár egyidőben keletkezett a településekkel, azaz már a magyarok megjelenésekor is állt és használatban volt.
1. Egyik ilyen település a IV. vártérség észak-nyugati részén, illetve a II. vártérség várfala alatt került elő. Az mindenképpen kijelenthető, hogy ennek a településnek nem volt köze a 11. századi várhoz. Kiterjedése alapján jelentős számú népesség élhetett itt, hiszen az ásatások kis mérete ellenére, a várkomplexum 3 pontján is találtak 7–9. századi objektumokat. A település hatalmas kiterjedése miatt, a nagy valószínűséggel szláv őslakosok megélhették a vár, magyarok általi felépülését. Ez magyarázhatja a Doboka környékén nagy mennyiségben előforduló szláv helységnevet is.
2. A 11. század első felére keltezhető településrészleteket a III. vártérség délkeleti, és a IV. vártérség északnyugati részéről ismerünk, habár az 1980-ban feltárt gödörház járószintjéről előkerült dénár a 12. századra keltezi ezt a települést.
3. 1965-ben előkerült egy lakóház és több tárgy maradványa is, melyeket az akkori román régészek úgy próbáltak meg keltezni és azonosítani, hogy azok, egy 9.-10. században ott élt, a Bizánci Birodalommal szoros kapcsolatot ápoló keresztény közösség jelenlétét igazolják, módszertanukkal azonban több probléma is van. A leletek felületes felsorolásán kívül semmiféle dokumentáció nem áll rendelkezésre, és a leletanyag tipokronológiája sem enged meg 9–10. századi keltezést. A két sarkantyú (10–11. század), de elsősorban a csiholó alapján (amelynek a keltezése inkább 12. század) csak jóval későbbi keltezésről lehet szó, ha a leletek egyáltalán együvé tartoznak, erre azonban nincsen semmilyen dokumentációs bizonyíték. Módszertanilag veszélyes lenne bizánci kapcsolatokat látni/belelátni a három-négy edénytöredékbe (természetesen kizárni sem lehet), amelyek keltezése több mint kérdéses. Éppen ezért több mint veszélyes e ház leletanyagát egységben feltüntetni, módszertanilag pedig óriási hiba ezek alapján a 9-10. századi bizánci kereszténység jelenlétét vizionálni.
4. A 13. század végére és a 14. századra keltezhető egy felszíni lakóház, mely az egyik templom körüli temető helyén került elő. A temetőre ráépített lakóház arra utal, hogy korábban, valamikor a 12. és a 13. század között a település elnéptelenedett.

### Templomok és temetők
Doboka várkomplexumának délkeleti oldalán, illetve a Váralján három helyen templomot, illetve az ezek köré alapított temetőket párhuzamosan kutatták 1964 és 1986 között. Ezen kívül feltártak még egy hamvasztásos temetőt, a vártól déli irányban. Ebben az esetben is a tendencia ugyanaz maradt, mint a településrészletek esetében: a templomok első fázisát mindenféleképpen a 9. századdal próbálták kapcsolatba hozni a korabeli román régészek. A dobokai temetők, a bennük megfigyelt és vizsgált temetkezési szokások alapján egyértelműen ahhoz a temetőtípushoz sorolhatóak, amelyeket a szakirodalomban „templom körüli temetőnek” nevezünk, és amelyeknek az elterjedése az Erdélyi-medencében a legfontosabb régészeti „jele” a magyar királyság által intézményesített nyugati kereszténység elterjedésének. Mindhárom dobokai templom körüli temető a 12. századra keltezhető elsősorban az érmék alapján, az Alexandru Tămaș kertjében és Boldogasszony temetőkben azonban későbbi temetkezéseket is regisztráltak (14–15., 16–17. század).

#### A hamvasztásos pogány temető
Ez a vár körül előkerült legrégebbi temető. Jóval a magyarok és a kereszténység megjelenése előtt használták. A kis felületen és rossz módszerrel, szondázó jellegű ásatás során a vártól délre, Branistye patak közelében 15 szórt hamvasztásos és egy urnás temetkezést azonosítottak, közvetlenül a 7–9. századra keltezhető település gödörházainak közelében. Egyetlen leletet sem közöltek a szórt hamvasztásos sírokról, de az előkerült kerámia inkább a 8–9. századra keltezi e temetőt. Úgy tűnik, hogy a települést, amelyet e síroktól nem messze, valamint a IV. vártérség nyugati oldalában kutattak, későbbre lehet keltezni. A hamvasztásos, leginkább korabeli szlávokhoz köthető temetkezési szokások eltűnését Erdély területén, hagyományosan a 9. századra teszik, bár ez valójában egy be nem bizonyított régészeti hipotézis. Lengyelország területén még a 11. századból is ismertek hasonló temetkezések, így a hamvasztásos pogány temetkezés, akár a kereszténység megjelenéséig is folytatódhatott. A régészeti kutatások alapján kijelenthető, hogy a hamvasztásos temetkezéshez köthető lakosságot a 10. századi honfoglaló magyarok nem elpusztították, hanem integrálták a kor gazdasági-politikai-katonai struktúráiba, mint legyőzött népességet.

#### A IV. vártérségi templom
A (keresztény) temető központi helye a templom, amelyből Dobokán többet is azonosítottak. A legnagyobb, IV. vártérség temető templomát azonban nem a nekropolisz közepén lelték (ahogyan máshol ez általános), hanem a lelőhely keleti felében. A plató majdnem északkeleti szélén tárták fel az egyszerű templomot, amelyet a korabeli régészek "temetkezési kápolnának" neveztek a templom kis mérete miatt. A templom tájolása K-ÉK–Ny-DNy, a keleti oldalon a szentély, a nyugati oldalon pedig a hajó helyezkedett el, ami megfelel a középkori templomok tájolásának. A templom hosszúsága 11,50 méter, a szélessége a bejáratnál pedig 6 méter. A IV. vártérségi temetőt a templom építése előtt már használták, erre utalhat az ásatók szerint a szentély alapozása alatt megsemmisített sír koponyájának felső része. Nem zárható ki e templom előtt működő fatemplom léte sem. A templomot a köréje létesített temető első érmei alapján a 12. századra keltezhetjük, és a temető népességének szokásai alapján egyértelműen még egy pogány–keresztény együttélésre következtethetünk. A különböző temetkezési szokások temetőn belüli térbeli tömbösödése, koncentrációja alapján úgy tűnik, hogy e népesség heterogén mentalitású, szokású és identitású, multikulturális közösség lehetett.

#### Alexandru Tămaş kertjében feltárt templom
A IV. vártérségi temetővel nagyon szoros, időrendi és talán más jellegű kapcsolatot is mutató Alexandru Tămaş kertjében feltárt templom (és ennek temetője) hasonlóképpen a 11. század vége felé épülhetett. Kb. 160 méterre került elő a IV. vártérség templomától, a plató délkeleti végén. A szakirodalomban sokszor tévesen egy második templomról is beszámolnak, de erről kiderült, hogy egy adminisztrációs hiba következménye. Az A. Tămaş kertjében feltárt templom (az eddigi szakirodalomban: I. templom) kisméretű volt, a templom hajója mindössze 4,3 méter hosszú és 4 méter széles, a templom apszisa pedig 2,6 méter. A templom alapfalai nem vastagabbak 1,0 méternél, a falak kb. 80 centiméteresek. A templom az Árpád-kori templomok egyik klasszikus típusába, négyszögű apszisa alapján azonban, valószínűleg a ritkább típusok, közé tartozik. A templomot az alaprajza alapján a 11–14. század között pontosan nem lehet keltezni. A templom körüli temető sírjaiból előkerült I. László  érmék alapján, a templomot semmiképpen sem építhették az ő uralkodási ideje előtt.

#### Boldogasszony temploma
A Váralján levő Boldogasszony templomának három építési fázisa ismert. Az I. templomának keltezése a legkésőbbi a Dobokán feltárt templomok között. Későbbi keltezését egyértelműen a templom mellett, az egyik sírból származó 12. századi anonim denár, vagy pedig Eugen Chirilă meghatározása alapján egy II. István idejében vert érme biztosítja. E templom előtt azonban már valószínűleg itt is működhetett egy templom körüli temető (fatemplommal vagy pedig a templom máshol volt). A jóval nagyobb II. templom megépítésének ideje ugyancsak kérdéses, habár egy 12. századi dénár II. Géza uralkodására keltezi. A majdnem hasonló méretű III. templom azonban jóval későbbi, még a 16-17. században is működött.